# 香港有線電視交通台

新界交通台（屯門公路）畫面

有線電視交通台（Traffic Channel） 是香港有線電視曾经拥有的两条播放交通资讯的頻道统称，由香港有線新聞有限公司製作，24小時透過該公司及運輸署的多部戶外攝影機直播戶外交通情況。该频道于2003年開始播放，分為港島交通台（第4頻道）及九龍交通台（第5頻道）。2006年5月初，兩條頻道分别更名為新界交通台（沙田及荃灣）及新界交通台（屯門公路），均以試播形式播放。两条頻道均於2009年8月1日停播。

## 第4频道

### 港島交通台
有線電視港島交通台（Traffic HK Channel），於2003年啟播，直播港島區的交通情況。每天由6:00至20:00，透過運輸署多部攝影機直播港島各區交通情況。由20:00至翌日6:00，則會由有線新聞直播港島區海底隧道入口交通情況。頻道已於2006年5月停播，并改为新界交通台 (沙田及荃灣）。

### 新界交通台（沙田及荃灣）
有線電視新界交通台（沙田及荃灣）（Traffic NT Channel (Shatin & Tsuen Wan)），是香港有線電視的其中一個新聞資訊頻道，前身為2003年啟播的港島交通台。每天由6:00至20:00，透過運輸署多部攝影機直播沙田及荃灣交通情況。由20:00至翌日6:00，則會由有線新聞直播沙田獅子山隧道公路交通情況。頻道已於2009年8月1日停播。

### 频道声道
此頻道的第1聲道為“中國呼聲環球資訊頻道”，全程转播中国国际广播电台环球资讯广播（CRI News Radio）；该频道以普通話廣播，報導國際及中國國內資訊。第2聲道則為背景音樂。

## 第5频道

### 九龍交通台
有線電視九龍交通台（Traffic KLN Channel），於2003年啟播，直播九龍區的交通情況。每天由6:00至20:00，透過運輸署多部攝影機直播九龍各區交通情況。由20:00至翌日6:00，則會由有線新聞直播九龍區葵涌道幹線交通情況。頻道已於2006年5月停播，并改为新界交通台（屯門公路）。

### 新界交通台（屯門公路）
有線電視新界交通台（屯門公路）（Traffic NT Channel (Tuen Mun Highway)），是香港有線電視的其中一個新聞資訊頻道，前身為2003年啟播的九龍交通台。每天由6:00至20:00，透過運輸署多部攝影機直播屯門公路荃灣麗城花園至屯門三聖邨段交通情況。由20:00至翌日6:00，則會由有線新聞直播屯門公路深井段交通情況。頻道已於2009年8月1日停播。

### 频道声道
此頻道的第1聲道為中國呼聲輕鬆調頻頻道，全程转播中國國際廣播電台轻松调频（CRI Easy FM）；该频道以英語廣播，播放中國國內外新聞、社會文化、英語教學及流行音樂等節目。第2聲道則以聲音廣播形式播放重點新聞台的節目。

## 外部連結
- 香港有線電視 （页面存档备份，存于）